# Boys Will Be Boys (1935)
Boys Will Be Boys is een komische film uit 1935 met Will Hay, geregisseerd door William Beaudine. Het scenario werd volledig door Hay zelf geschreven, op basis van figuren uit By the Way, een serie satirische columns die destijds in de Daily Express verscheen en die door diverse auteurs onder het pseudoniem Beachcomber geschreven werd. Hays personage, Dr Alexander Smart, is rechtstreeks geïnspireerd door Dr Smart-Allick, directeur van Narkover School uit de voornoemde columns.
De film werd in de Islington Studios in Londen opgenomen en uitgebracht door Gainsborough Pictures. In datzelfde jaar had Hay reeds Dandy Dick uitgebracht, eveneens in een regie van Beaudine, die erom bekendstond dat hij zijn films in een ijltempo afwerkte.

## Verhaal
Dr Alexander Smart geeft anatomieles aan een groep kinderen. Hij heeft naar een nieuwe baan als hoofd van Narkover School gesolliciteerd en ontvangt een brief van Violet, hertogin Dorking. Indien hij een aanbeveling van de directeur van Blackstone Prison kan krijgen, is hij verzekerd van de baan; het is namelijk een absolute vereiste dat hij tucht en discipline kan handhaven. Om dit te bewijzen, moet hij een proefles aan de gedetineerden geven.
In zijn les voor de gevangenen van Blackstone verkoopt hij oppervlakkigheden: „Het verschil tussen vlinders en motten is dat vlinders overdag en motten ’s nachts actief zijn.” Een van de gedetineerden verbetert hem wanneer hij beweert dat het woord Lepidoptera Latijn in plaats van Grieks is. De gedetineerde blijkt de vorige directeur van Narkover te zijn, die crimineel geworden is.
Smart wil zijn eigen aanbevelingsbrief aan de gevangenisdirecteur dicteren. Wanneer hij weg is, schrijft de man echter zijn eigen brief, waarin hij Smart ondubbelzinnig voor de nieuwe baan diskwalificeert. Mijnheer Brown, secretaris van de gevangenisdirecteur, is zelf een oud-leerling van Narkover, en heeft momenteel een zoon op de school zitten. Hij vertelt Smart dat hij de handtekening van de directeur eenvoudig kan nabootsen en moedigt Smart aan, gewoonweg de door hemzelf gedicteerde brief te verzenden. Na enige tegenstribbeling stemt Smart hiermee in, ofschoon het een duidelijk geval van fraude is.
Op zijn eerste dag wordt Smart op ruwe wijze door de leerlingen onthaald. Ze laten hem achter een auto aan slepen en jonassen hem op een laken. Kolonel Crableigh, hoofd van de schoolraad, is niet opgetogen met de nieuwe aanstelling, want hij wil zijn eigen neef, de sullige Theo Finch, directeur zien worden. Lady Dorking is echter een sterk voorstandster van Smart.
Op Smarts eerste lesdag stelen leerlingen zijn horloge, en wanneer hij hen om geld ziet kaarten en hen aanspoort, naar de klas te gaan, bedreigen ze hem. Uiteindelijk overhalen de leerlingen hem, mee te spelen; alle kaarten in het pak zijn echter azen, waardoor ze altijd winnen. Kolonel Crableigh arriveert en de leerlingen stuiven weg. In zijn kaartspel verdiept, bemerkt Smart hem niet en wordt zeer verontwaardigd wanneer Crableigh hem onderbreekt. Hij weet niet dat de kolonel het hoofd van de schoolraad is. Crableigh is razend en zweert dat hij Smart zal buitenwerken.
Brown, die Smarts brief voor hem vervalst heeft, duikt aan de school op en eist dat Smart hem een baan bezorgt; hij kan hem immers chanteren. Smart heeft geen andere keuze dan Brown tot butler voor Lady Dorking te benoemen. Het jaarlijkse jubileum staat voor de deur, en Brown weet dat Lady Dorking dan steeds een buitengewoon kostbaar diamanten halssnoer draagt.
De leerlingen zijn onwaarschijnlijk rumoerig tijdens een les over China en halen een grap met Smart uit. Een van hen vraagt: „How high is a Chinaman?”, wat een woordspeling op een Chinees genaamd ‘Hao Hai’ blijkt te zijn. Lady Dorking komt de klas binnen en wil met Smart de bijzonderheden voor de ceremonie bespreken. Op zijn deur hebben de leerlingen „Smart Alec is a gump” geschreven, maar Lady Dorking kent het woord ‘gump’ (sul) niet, waarvan hij haar wijsmaakt dat het Latijn is en ‘een vriend in nood’ wil zeggen. Lady Dorking verklaart verheugd dat ze in Smart een ware ‘gump’ heeft gevonden.
Brown aast op de halsketting van de hertogin, die ze per ongeluk verliest. Kolonel Crableigh beschuldigt Smart en fouilleert hem; Brown heeft de ketting echter in een karaf wijn verborgen. Wanneer de butler even weggeroepen wordt, haalt Smart de ketting eruit. Enkele leerlingen komen hem vragen om de oorkonde voor het feest te ondertekenen en tonen hem een juwelenkistje dat ze als geschenk aan Lady Dorking zullen geven. Uiteraard verbergt Smart de ketting daarin en denkt dat het voor de hertogin een aangename verrassing zal zijn.
Op het feest wordt de schoolhymne gezongen en een uitgebreid diner genuttigd. Cyril Brown, de zoon van de butler, heeft het kistje echter geopend en de ketting verwijderd. Elk jaar biedt de hertogin de leerlingen een nieuwe rugbybal aan, en Cyril verbergt de ketting daarin. Smart is verrast wanneer hij merkt dat het juwelenkistje leeg is.
De daaropvolgende rugbywedstrijd verloopt extreem gewelddadig. Brown en zijn vader doen er alles aan, de bal met de kostbare ketting erin te bemachtigen. Er worden leerlingen in de grond gestampt en Smart slikt het scheidsrechtersfluitje in. Uiteindelijk loopt het spel uit de hand en de politie arriveert. Een van de agenten vangt de bal en Smart roept naar hem dat er een waardevol halssnoer in zit. Kolonel Crableigh beschuldigt Smart van de diefstal en Brown beschuldigt Crableigh. Ze gaan met elkander op de vuist.
Aan het eind van de film wordt Smart door zijn leerlingen op handen gedragen, die allen de schoolhymne ‘Up the Old Narkovians!’ zingen. Ze besluiten hem opnieuw op een laken te jonassen.

## Rolverdeling
| Acteur          | Personage               |
| --------------- | ----------------------- |
| Will Hay        | Dr Alexander Smart      |
| Gordon Harker   | vader Brown             |
| Jimmy Hanley    | Cyril Brown             |
| Davy Burnaby    | kolonel Roger Crableigh |
| Norma Varden    | Lady Dorking            |
| Claude Dampier  | Theo P. Finch           |
| Charles Farrell | Louis Brown             |
| Percy Walsh     | gevangenisdirecteur     |